# Odd Rode
Odd Rode est une localité anglaise située dans le comté de Cheshire.